# Éternels (série littéraire)
 (août 2013).
Si vous disposez d'ouvrages ou d'articles de référence ou si vous connaissez des sites web de qualité traitant du thème abordé ici, merci de compléter l'article en donnant les références utiles à sa vérifiabilité et en les liant à la section « Notes et références ».
Éternels (titre original The Immortals) est une série de romans en 6 volumes de genre fantastique et romantique d'Alyson Noël.

## Résumé
À cause d'un accident, Ever Bloom perd toute sa famille. Pendant cet accident, elle fait ce qu'on appelle une EMI (Expérience de mort imminente), elle acquiert alors un terrible don, elle devient extralucide. C'est-à-dire qu'elle peut lire dans les pensées des gens, voire leurs auras (qui permet de distinguer leurs émotions), elle peut aussi connaître toute la vie d'un être humain juste en le touchant. Elle part donc vivre chez sa tante en Californie et change d'école. Là bas, elle a deux amis, Haven et Miles, le reste du lycée l'ignore ou la discrimine. Mais un jour, un nouvel élève arrive, elle ne peut ni pénétrer l'esprit, ni voir son aura, et encore moins voir sa vie. Ce beau jeune homme séduisant et musclé s'appelle Damen. Il n'est pas un simple mortel, Ever en est certaine. Elle sait aussi qu'elle est irrémédiablement attirée par lui…

## Personnages principaux
- Ever : jeune fille qui, après avoir perdu sa famille dans un accident de voiture, a acquis le don de lire dans l'esprit des gens et de voir leur aura. Elle tombe sous le charme de Damen, un jeune homme mystérieux dont elle ne peut lire l'esprit et qui ne possède pas d'aura. Elle est prête à tout pour percer son secret. (tome 1 à 6)
- Damen : jeune homme mystérieux et orphelin qui semble malgré cela très riche. Il semble aussi s'intéresser de près à Ever. (tome 1 à 6)
- Riley : petite sœur défunte d'Ever. Celle-ci pouvant la voir, Riley donne des conseils à sa grande sœur. (tome 1)
- Ava : voyante très proche d'Ever et de Riley, elle a aidé celle-ci à traverser le pont. (tome 1 à 6)
- Miles : ami d'Ever, il est sypathique, positif et homosexuel. (tome 1 à 6)
- Haven : amie d'Ever, gothique et métalleuse, elle est gentille mais très jalouse et influençable. (tome 1 à 6)
- Sabine : tante d'Ever. C'est elle qui s'occupe de la jeune fille depuis la mort de ses parents. (tome 1 à 6)
- Drina : jeune femme mystérieuse et austère. C'est l'ancienne petite amie de Damen. (tome 1)
- Jude: Jeune homme sexy qui est lui aussi attiré par Ever. (tome 3 à 6)
- Roman : fou amoureux de Drina, il en veut beaucoup à Damen. (tome 2 à 6)

## Liste des titres
La série comporte les volumes suivants :
1. Evermore
2. Lune bleue
3. Le Pays des ombres
4. La Flamme des ténèbres
5. Une étoile dans la nuit
6. Pour toujours